# Берт Фріман
Берт Фріман (англ. Bert Freeman, 1 жовтня 1885 — 11 серпня 1955) — англійський футболіст, що грав на позиції нападника, зокрема за «Евертон» і «Бернлі», а також національну збірну Англії.

## Клубна кар'єра
Свій перший професійний контракт уклав 1904 року з клубом «Астон Вілла», в якому, утім, пробитися до основного складу команди не зміг. Наступного року юного гравця запросив до своїх лав лондонський «Арсенал» (на той час «Вулвіч Арсенал»), в якому той протягом трьох сезонів був здебільшого гравцем ротації і взяв участь у 44 іграх чемпіонату, забивши 21 гол.
Навесні 1908 року 22-річний на той час гравець за 350 фунтів перейшов до «Евертона». Вже в сезоні 1908/09 новачок став найкращим бомбардиром не лише команди, але й англійської першості загалом, забивши 38 голів. Надалі продовжував регулярно забивати, проте повної довіри тренерського штабу і керівництва клубу не мав і наприкінці 1910 року взагалі втратив місце в «основі» ліверпульської команди. 
Навесні 1911 року приєднався до «Бернлі», в якому відразу став основним нападником і головним бомбардиром. У розіграші 1913/14 допоміг команді вибороти Кубок Англії. Грав за команду до початку Першої світової війни, після завершення якої повернувся до «Бернлі», кольори якого захищав до 1921 року.
Згодом грав за «Віган Боро» і «Кеттерінг Таун», завершив кар'єру 1924 року.

## Виступи за збірну
1909 року дебютував в офіційних матчах у складі національної збірної Англії. Протягом кар'єри у національній команді, яка тривала 4 роки, провів у її формі 5 матчів, забивши 3 голи.
Помер 11 серпня 1955 року на 70-му році життя.

## Титули і досягнення
- Володар Кубка Англії з футболу (1):

«Бернлі»: 1913/14
- Найкращий бомбардир Футбольної ліги Англії (1):

1908/09 (38 голів)